# Nolana philippiana
Nolana philippiana är en potatisväxtart som beskrevs av Michael O. Dillon och Luebert. Nolana philippiana ingår i släktet cymbalblommor, och familjen potatisväxter. Inga underarter finns listade i Catalogue of Life.